# Мантията
„Мантията“ (на италиански: Il tabarro) е едноактна опера на Джакомо Пучини, първа от неговия оперен триптих. Либретото е на Джузепе Адами по пиесата на Дидие Голд, „La houppelande“. Премиерата е на 14 декември 1918 г., на сцената на нюйоркската Метрополитън Опера. Реакцията и на публиката, и на музикалната критика е хладна.

## История
Пучини се замисля за създаването на нова едноактна опера още през 1904 г. По това време са популярни едноактните опери на Маскани и Леонкавало и техният формат се смята за успешен. Същевременно, увлечен от „Божествена комедия“ на Данте отдавна мисли за оперна трилогия, която да съдържа теми, подобни на тези от трите части на поемата. До реализацията на идеята минават години, през които Пучини, търсейки подходящи сюжети, минава през вариантите от три песни от Божествената комедия на Данте Алигиери до три разказа на Максим Горки.
През 1912 г. Пучини се запознава с пиесата на Дидие Голд (Didier Gold), „La houppelande“. Има различни предположения по какъв начин е станало това. Според едната версия вниманието на Пучини към драмата, ползваща с голям успех в Париж, привлича един от постоянните му либретисти, Луиджи Илика (Luigi Illica). Според друга версия той получава екземпляр на пиесата от една парижка дама. Според третата Пучини посещава постановката на пиесата в Париж през май на 1912 г. През юли същата година Пучини пише на Голд. През април на 1913 г. те се срещат в Париж, сприятеляват се и Голд запознава Пучини с живота на френската столица и местата, свързани със сюжета на пиесата. По-късно през пролетта на 1913 г. се сключва договор за използването на пиесата на Дидие за либрето на опера на Пучини. За запълването на театралната вечер Пучини отначало разглежда съвместното представяне с най-ранната си опера „Вилите“. Писателят Джовакино Форцано (Giovacchino Forzano) му предлага тя да стане част на цикъла от три едноактни опери.
Написването на либретото първо се предлага на Джовакино Форцано, след това на Фердинандо Мартини (Ferdinando Martini), известен писател и политик, в крайна сметка работата се възлага на Джузепе Адами (Giuseppe Adami). Адами проявява готовност многократно да внася поправки в либретото в съответствие с променящите се изисквания на композитора. Текстът на Адами подчертава положението на персонажите на дъното на обществото, необичайно за италианската опера. В своята адаптация на сюжета той заменя френските имена на героите с италиански – собственикът на баржата Марсел става Микеле, любовникът Анри става Луиджи. Операта обаче понякога се поставя и с френските имена, в немскоезичните постановки имената на някои второстепенни герои, които по-скоро са прозвища, се превеждат.
Композирането на операта протича на два етапа. Пучини започва работата през есента 1913 г. в Торе дел Лаго, прекъсва я, за да се посвети на Лястовичката и се връща към „Мантията“ едва след две години, през октомври на 1915 г. Готов е с партитурата на 25 ноември 1916 г.

### Премиера
Премиерата на „Мантията“ е на 14 декември 1918 г., изнася се в рамките на целия триптих, заедно с оперите „Сестра Анджелика“ и „Джани Скики“. Диригент е Роберто Моранцони (Roberto Moranzoni), главните партии изпълняват Клаудия Муцио в ролята на Джорджета, Луиджи Монтесанто (Luigi Montesanto) в ролята на Микеле, Джулио Крими (Giulio Crimi) в ролята на Луиджи. Пучини не присъства на първото представяне на своето произведение поради опасенията си да пътува толкова скоро след края на Първата световна война. Публиката и музикалната критика реагират хладно, особено по отношение на „Мантията“.
В Европа премиерата е на 11 януари 1919 г. в Италия, Пучини присъства на нея. Постановката е на целия триптих и се представя в Teatro Costanzi в Рим. Диригент е Джино Маринуци (Gino Marinuzzi), главните партии изпълняват Мария Лабия (Maria Labia) в ролята на Джорджета, Карло Галефи (Carlo Galeffi) в ролята на Микеле, Едуард Джонсън (Edoardo Di Giovanni/Edward Johnson) в ролята на Луиджи.

### Действащи лица
| Партия                                                            | Глас       | Роля                |
| ----------------------------------------------------------------- | ---------- | ------------------- |
| Микеле                                                            | баритон    | Собственик на баржа |
| Джорджета                                                         | сопран     | Съпруга на Микеле   |
| Луиджи                                                            | тенор      | Докер               |
| Тинка                                                             | тенор      | Докер               |
| Талпа                                                             | бас        | Докер               |
| Фругола                                                           | мецосопран | Съпруга на Талпа    |
| Докери, уличен певец, парижки шивачки, латернаджия, двама влюбени |            |                     |

### Сюжет
Ранна вечер, слънцето залязва. До брега на Сена е акостирана една баржа.
Собственикът на баржата Микеле е погълнат от мрачни мисли. Неговата съпруга Джорджета е заета с домакинска работа. Уморените докери разтоварват баржата. Джорджета им предлага вино, Луиджи, Тинка и Талпа с благодарност приемат. Микеле излиза. Луиджи моли минаващия латернаджия да им посвири. Звучи мелодия на валса, отначало Тинка, а след това Луиджи танцуват с Джорджета. Завръщането на Микеле прекъсва веселбата. Джорджета разговаря с Микеле, тя е притеснена от лошото настроение на мъжа си. Работата е намаляла и между тях възниква спор, кой от докерите да бъде уволнен. Джорджета настоява това да не бъде Луиджи. Появява се Фругола, тя търси мъжа си, Талпа. Тя весело разговаря с останалите, мъмри Тинка за неговата склонност към алкохола. Работата на докерите е приключена, те си тръгват по домовете. Фругола и Талпа говорят за желанието си да имат свой дом и хубав живот, но знаят, че са твърде бедни, за да осъществят тази своя мечта. Джорджета също иска да излезе от обкръжаващата мрачна реалност, привлича я веселия и безгрижен живот в Париж.
Всички си тръгват и Луиджи и Джорджета остават сами. Те са тайни любовници. Появява се Микеле, той е изненадан, че Луиджи още не си е тръгнал. Луиджи казва, че е останал, защото има молба към Микеле – той иска да напусне работата си, когато баржата стигне до Руан. Микеле се успокоява, чувайки това, и казва на Луиджи да не бърза с решението си. Двамата влюбени отново остават сами и разговарят за причината на това решение на Луиджи – той вече не иска да дели Джорджета с друг мъж. Договарят се за среща същата вечер и да използват за това обичайният им сигнал – запалването на клечка кибрит. Отново се появява Микеле. Той иска да разбере, защо Джорджета е охладняла към него. Микеле говори за радостите на любовта, която са изпитвали заедно с Джорджета. Напомня ѝ, как е завивал нея и тяхното починало детенце със своята мантия. Но Джорджета се преструва, че е много уморена и иска да спи. Микеле вече е убеден, че тя има любовник и се замисля, кой е той. Най-малко подозира Луиджи. Потънал в тези свои мисли Микеле запалва лулата си. Луиджи вижда пламъка и решава, че това е сигналът за срещата. Той бърза да се върне на баржата и там се сблъсква с Микеле. Следва борба между двамата, Микеле надделява и кара Луиджи да признае връзката си с Джорджета. Обзет от ярост Микеле убива младия мъж и крие неговото тяло под своята мантия. Появява се Джорджета, разтревожена от чутия шум. В желанието си да успокои мъжа си тя го моли да я обгърне със своята мантия, както го е правил преди. Микеле маха мантията и Джорджета вижда в краката си тялото на убития Луиджи.

## Музика
Партитурата на операта е в духа на модерните за времето си тенденции на европейската музика и бележи нов етап в творчеството на Пучини. Тя е пълна с пентатонични хармонии и се характеризира с богат хроматизъм, понякога граничещ с атоналност. Реализмът на събитията в операта се подчертава с избора на такива инструменти като клаксон на кола или сирена на шлеп. Същевременно естетиката на веризма, оперното течение, към което музикалните критици обикновено отнасят „Мантията“, тук не е спазена – Пучини целенасочено избягва лесни мелодии, работи с кратки мотиви и широко използва лайтмотиви.

### Арии
| Роля                 | Ария                         |
| -------------------- | ---------------------------- |
| Тинка/Луиджи, (дует) | Hai ben ragione meglio non   |
| Джорджета            | E ben altro il mio sogno     |
| Микеле               | Perche perche non m'ami piu? |
| Микеле               | Resta vicino a me            |
| Микеле               | Scorri fiume                 |
| Микеле               | Nulla silenzio               |
| Луиджи               | Ma chi lascia il sobborgo    |

### Оркестрация
Оркестърът е със следните инструменти:
- Дървени духови – флейта пиколо, две флейти, два обоя, английски рог, два кларинета, баскларинет, два фагота,
- Медни духови – четири валдхорни, три тромпета, три тромбона, бас тромбон.
- Ударни, перкусионни – тимпани, голям барабан, чинели, малък барабан, триангел, глокеншпил
- Челеста, арфа
- Лъкови струнни инструменти

Зад сцената свирят: корнет, клаксон, арфа, сирена, голяма камбана.